# هوغو ماركيز
هوغو ماركيز (بالبرتغالية: Hugo Miguel Barreto Henriques Marques‏) (15 يناير 1986 في البرتغال - ) هو لاعب كرة قدم أنغولي في مركز حراسة المرمى، شارك في كأس الأمم الأفريقية 2012. وشارك مع منتخب البرتغال تحت 18 سنة لكرة القدم ومنتخب البرتغال تحت 20 سنة لكرة القدم ومنتخب أنغولا لكرة القدم. أما مع النوادي، فقد لعب مع كابوسكورب ونادي بريميرو دي أغوستو ونادي جل فيسنتي وAC Vila Meã ‏ ونادي تيرسينس ‏ وFC Porto B ‏ وC.F. União de Lamas ‏.

## وصلات خارجية
- هوغو ماركيز على موقع الاتحاد الدولي (مؤرشف)  (الإنجليزية)
- هوغو ماركيز على موقع قاعدة بيانات كرة القدم.إي يو (الإنجليزية)
- هوغو ماركيز على موقع ناشيونال فوتبول تيمز (الإنجليزية)
- هوغو ماركيز على موقع Soccerway.com (الإنجليزية)